# Guaíra (ort)
Guaíra är en ort i Brasilien.   Den ligger i kommunen Guaíra och delstaten São Paulo, i den sydöstra delen av landet, 500 km söder om huvudstaden Brasília. Guaíra ligger 516 meter över havet och antalet invånare är 34 092.
Terrängen runt Guaíra är platt.
Trakten runt Guaíra består till största delen av jordbruksmark. Runt Guaíra är det ganska glesbefolkat, med 30 invånare per kvadratkilometer.